# Mastacembelus alboguttatus
Mastacembelus alboguttatus är en fiskart som beskrevs av Boulenger, 1893. Mastacembelus alboguttatus ingår i släktet Mastacembelus och familjen Mastacembelidae. IUCN kategoriserar arten globalt som livskraftig. Inga underarter finns listade i Catalogue of Life.